# Michel Duval
Michel Dussauge (Ciudad de México, 10 de febrero de 1994), más conocido como Michel Duval, es un actor, cantante, compositor y modelo mexicano conocido por sus apariciones en series como Último año y Señora Acero.

## Biografía
Michel nació el 10 de febrero de 1994 en Ciudad de México, es el hijo de la actriz y comediante Consuelo Duval. Él comenzó con la actuación desde que era muy joven, fue ahí cuando descubrió que su pasión en la vida era el arte. Estudió su carrera artística en el Centro de Educación Artística de Televisa, también estudió en la American Academy of Dramatic Arts. 
Hizo su debut en la telenovela Lo imperdonable después de aparecer en el éxito de televisa llamado Atrévete a Soñar comenzó su carrera en la actuación después de aparecer en shows en México, obtuvo un papel en la serie de televisión de MTV Latinoamérica, Último año, en dónde interpreta a Miguel Ángel Valdéz, el cual fue su debut en el espectáculo y lo hizo popular a nivel internacional. 
Después del éxito de Último año decide trasladarse a Los Ángeles, California con el fin de buscar un futuro más desafiante para estudiar actuación y consolidar su carrera musical. En teatro participó en Romeo y Julieta y Pericles en la ciudad de Nueva York. Su último papel fue el de Andy Cruz en la serie Parientes a la fuerza junto a Carmen Aub.

## Filmografía

### Televisión
| Año       | Título                               | Personaje                      | Canal              |
| --------- | ------------------------------------ | ------------------------------ | ------------------ |
| 2007      | La familia P. Luche                  | Michael                        | Las Estrellas      |
| 2009-2010 | Atrévete a soñar                     | Juan José 'Juanjo'             | Las Estrellas      |
| 2010      | Mujeres asesinas                     | Roberto                        | Las Estrellas      |
| 2011      | La rosa de Guadalupe                 | Antonio                        | Las Estrellas      |
| 2012      | Último año                           | Miguel Ángel Valdez            | MTV                |
| 2015      | Lo imperdonable                      | Teo                            | Las Estrellas      |
| 2015-2019 | Señora Acero                         | Salvador Acero Aguilar 'Chava' | Telemundo          |
| 2017-2018 | Queen of the South                   | Enrique Jiménez 'Kique'        | USA Network        |
| 2019      | Deadly Class                         | Chico                          | Syfy               |
| 2019      | Puño Limpio                          | Leo                            | Luna Films         |
| 2020      | Diablero                             | Alejandro / Tepoz              | Netflix            |
| 2020      | Herederos por accidente              | Marco                          | Claro Vídeo        |
| 2020      | The Deal                             | Lyllo                          | SDB Films          |
| 2021      | S.O.Z. Soldados o Zombies            | Luke Thompson                  | Amazon Prime Vídeo |
| 2021-2022 | Parientes a la fuerza                | Andrés "Andy" Cruz Paneta      | Telemundo          |
| 2023      | Hasta la madre del Día de las Madres | Manuel                         | Prime Vídeo        |
| 2024      | Marea de pasiones                    | Tiago Grajales                 | Las Estrellas      |
| 2024      | Mi amor sin tiempo                   | Claudio Altamirano             | Las Estrellas      |
| 2024      | ¡Hasta la madre! De la navidad       | Manuel                         | Prime Vídeo        |